# FC Grenchen
FC Grenchen je švýcarský fotbalový klub z města Grenchen.

## Historie
Klub byl založen roku 1906. V 1. lize hrál v letech 1924–1931, 1937–1951, 1952–1956, 1957–1968, 1971–1973 a 1985–1986. Od té doby se propadá stále níž a níž.

## Úspěchy
- Švýcarská liga
  - 2. místo: 1938–39, 1939–40, 1941–42, 1958–59
  - 3. místo: 1963–64
- Švýcarský pohár: 1959